# 喻希禮
喻希禮（1493年—16世紀），字節之，湖廣黃州府麻城縣人，軍籍。明朝政治人物。

## 生平
正德十四年（1519年），喻希禮中式己卯科湖廣鄉試舉人，嘉靖二年（1523年）成進士，獲授重慶府推官，三年改顺庆府，升任監察御史；當時正值大禮議事件，他也因為上疏勸諫明世宗受牽連，尚書夏言論救下被貶戍六安十多年，大赦後回鄉去世。隆慶元年（1567年）追贈為光祿寺少卿，賜祭。

## 家族
曾祖喻哲，學正，贈员外郎。祖父喻宗府，知府。父喻瀹，州判官。母江氏。具庆下。兄希仁；希義，贡士；希皋；弟希召、希智、希傅、希恭、希宽。

## 引用
1. 1 2  民國《麻城縣志·卷九·耆舊志一》：喻希禮，字節之，嘉靖癸未進士，以重慶推官擢御史。會議大禮，大獄杖謫者多薨荒徹，希禮因禁中其嗣，上疏極諫，世宗震怒，尚書夏言力救之，謫戍六安十餘年，赦歸卒。隆慶朝追贈光祿寺少卿，賜祭。 《明史》薛侃合傳
2. ↑  民國《麻城縣志·卷八上·選舉志一》：（正德）十四年 己卯（舉人） 喻希禮……（嘉靖）二年 癸未（進士） 喻希禮 御史
3. ↑  《明穆宗莊皇帝實錄·卷十一》：（隆慶元年八月甲申）贈故太子太保兵部尚書彭澤為少保，刑部尚書顧頤壽為太子少保，南京工部左侍郎何孟春為禮部尚書，太僕寺卿楊最為都察院右副都御史，石金、喻希禮為光祿寺少卿
4. ↑  龚延明主编. . 宁波: 宁波出版社. 2016. ISBN 978-7-5526-2320-8. 《天一閣藏明代科舉錄選刊.登科錄》之《嘉靖二年癸未科進士登科録》